# Karl-May-Verlag
Karl-May-Verlag je německé knižní nakladatelství, zaměřené především na vydávání děl německého spisovatele Karla Maye.
Nakladatelství bylo založeno rok po Mayově smrti dne 1. července roku 1913 v Radebeulu. K jeho zakladatelům patřili
- dosavadní Mayův vydavatel Friedrich Ernst Fehsenfeld (1853–1933], který vydal v jednotné úpravě třiatřicet svazků díla Karla Maye (tzv. zelené svazky, které dodnes v nezměněné formě dopomáhají k velkému úspěchu Mayových děl),
- vdova po Karlu Mayovi Klára Mayová (1864–1944) vlastnící autorská práva na Mayovo dílo,
- dlouholetý Mayův přítel právník Euchar Albrecht Schmid (1884–1951), který se stal výhradním jednatelem nakladatelství.[1] Po jeho smrti roku 1951 převzali nakladatelství jeho synové a dnes je vede jeho vnuk Bernhard.[2]

Prvním úkolem nakladatelství bylo obnovit klesající zájem o díla Karla Maye, ke kterému došlo v důsledku štvanic, pořádaných na autorovu osobu. Nakladatelství se rozhodlo vydávat Sebrané spisy Karla Maye. Základem se staly svazky vydané Friedrichem Ernstem Fehsenfeldem, doplněné o romány určené mládeži, vydané v Union Deutsche Verlagsgesellschaft ve Stuttgartu, o kolportážní romány vydané nakladatelem Heinricha Gottholda Münchmeyera a o další díla (Mayova autobiografie, jeho humoresky a krušnohorské vesnické povídky atd.). Nakladatelství získalo postupně velkou čtenářskou obec a již roku 1920 byla díla Karla Maye populárnější než kdy jindy.
K běžné praxi nakladatelství však patřily dosti velké úpravy v původních Mayových textech, které měly podle názoru jednatele nakladatelství Schmida zajistit větší čtivost jednotlivých knih a ke kterým dala Klára Mayová souhlas. K Schmidovým spolupracovníkům, kteří tyto změny prováděli, patřil zejména katolický kněz Franz Kandolf, který také dopsal nedokončený Mayův román Na věčnosti. Mnohé úpravy byly v pozdějších vydáních zčásti zrušeny, protože čtenáři i odborníci poukazovali na to, že v mnoha směrech odporují Mayovým uměleckým záměrům (zvláště sporné změny se týkaly náboženských nebo rasových a národnostních pasáží). Zjednodušené texty od Schmida a Kandolfa však pravděpodobně přispěly ke stále trvajícímu úspěchu Mayových děl.
Díky diplomatickému chování jednatele Schmida mohlo nakladatelství ve své práci nerušeně pokračovat ve své činnosti i v období nacistické Třetí říše a roku 1939 čítalo Mayovo souborné dílo již šedesát pět svazků.
Koncem druhé světové války bylo nakladatelství těžce postiženo zejména při pumovém útoku na Drážďany roku 1945, kdy byly kompletně zničeny skladové knižní zásoby i tiskové podklady nakladatelství.
Obnovení výroby v sovětské okupační zóně se pak ukázalo jako nemožné. Karel May byl pro komunisty nežádoucí osobou a veškeré úsilí nakladatelství obdržet povolení k tisku bylo marné. Proto byly postupně podnikány kroky k přestěhování činnosti nakladatelství do Spolkové republiky Německo, nejprve ve formě obchodního zastoupení. Když však v Německé demokratické republice nedocházelo ze strany komunistické moci ve vztahu ke Karlu Mayovi k žádným změnám, bylo 1. ledna roku 1952 založeno nakladatelství Ustad-Verlag v Bambergu, které do roku 1960 rozšířilo počet svazků Mayova díla na sedmdesát.
Protože pokračování práce nakladatelství v Radebeulu bylo v politických poměrech Německé demokratické republiky nemyslitelné, přestěhovalo se Karl-May-Verlag roku 1960 do Bambergu, splynulo se sesterskou firmou Ustad a pokračovalo v rozšiřování počtu svazků souborného díla až na dnešních devadesát čtyři. K tomu je nutno připočítat dalších šestnáct zvláštních (doplňkových) svazků a další edice (např. reprinty původních Mayových textů).